# Пилохвост Шмидта
Пилохвост Шмидта, или пилохвост лесной (лат. Poecilimon schmidtii), — насекомое из семейства настоящих кузнечиков отряда прямокрылых.

## Описание
Длина тела (у самок без яйцеклада) составляет 15-22 мм. Окраска тела зелёная с бурыми пятнами. Усики щетинковидные, длиннее самого тела, со светлыми кольцами (и у самок и у самцов). Переднеспинка цилиндрической формы у самок или седловидная у самцов. Заднем, приподнятом края переднеспинки самцов имеется выраженная буровато-красная оторочка. Короткокрылый вид: надкрылья выступают из-под переднеспинки, имеют однотонно бурый цвет, иногда по бокам проходят чёрные продольные полосы и белая оторочка. Яйцеклад у самки короткий, длиной 7-9 мм, сильно зазубренный вблизи вершины. Складка вблизи основания нижней створки яйцеклада округой формы. Церки у самцов тонкие серповидные, не расширенные в дистальной трети, заканчиваются маленьким шипом. Характерным признаком вида являются тонкие шипики, располагающиеся на нижней поверхности задних бедер.

## Ареал и места обитания
Распространен в Южной и Восточной Европе, Крыму, на Кавказе, северо-восточном побережье Малой Азии. На территории Украине известен из Закарпатья и Карпат, на Приднепровской возвышенности. Ранее был широко распространен по Крыму — от Предгорья и Южнобережья до Керченского полуострова.
Встречаются на травянистой растительности, кустарниках и молодой поросли деревьев на полянах, лугах, вырубках и опушках лиственных лесов. В Крыму обитает в яйлах.

## Особенности биологии
Генерация однолетняя. Зимуют в фазе яйца. Личинки появляются весной, взрослые насекомые встречаются с конца июня до августа. В июле — сентябре откладывают яйца в щели на стеблях растений. Фитофаги, питающиеся листьями клёна, граба, березы, малины и др.

## Численность и охрана
Редкий вид, встречающийся преимущественно единичными экземплярами. Лимитирующие факторы: вырубка лиственных лесов, распашка вплотную к лесным массивам и перевыпас на опушках. Как уязвимый вид занесен в Красную книгу Украины. Охраняется в заповедниках Карпат и Горного Крыма. Для сохранение вида необходимо создавать энтомологические заказники в местах его обитания.
Также включен в Красную книгу Крыма.